# Frischenkofel
Der Frischenkofel, bekannter unter dem Namen Cellon (italienisch: Creta della Collinetta), ist ein 2238 Meter hohes Bergmassiv in den Karnischen Alpen, das unmittelbar westlich der Plöckenpass Straße liegt. Der Bergstock befindet sich im Grenzgebiet zwischen dem österreichischen Bundesland Kärnten und der Region Friaul-Julisch Venetien in Italien, die Staatsgrenze verläuft direkt über seine Gipfelregion. Der Name ist konstruiert und kam im Zuge der nationalistischen Bewegung nach dem Ersten Weltkrieg in die Literatur und in das Kartenmaterial. Umgangssprachlich und vor Ort wird der ursprüngliche Name Cellon verwendet.

## Geschichte
Während des Ersten Weltkriegs lag der Frischenkofel in einem heftig umkämpften Abschnitt des zwischen der österreichisch-ungarischen k. u. k. Monarchie und Italien verlaufenden Frontgebietes. Nach der am 23. Mai 1915 erfolgten Kriegserklärung Italiens besetzten italienische Truppen den Gipfelkamm des Frischenkofels und beschossen vom Ostgipfel aus die Talorte Kötschach und Mauthen. 
Der Mauthner Gendarmerie-Postenkommandant Simon Steinberger erkletterte daraufhin am 24. Juni 1915 mit fünf weiteren Freiwilligen eine nicht überwachte Rinne in der Ostwand und konnte am frühen Morgen des nächsten Tages die italienische Stellung am Ostgipfel überwältigen, worauf sich die verbliebenen Italiener in Unwissenheit über die Stärke des Gegners auf den Westgipfel zurückzogen und von dort aus Kötschach-Mauthen nicht mehr bedrohen konnten. Im Juli gelang Steinberger mit rund 30 weiteren Männern auch der Einbruch in die italienischen Stellungen am Westgipfel. Für seine Leistungen wurden Steinberger und der bei dieser Unternehmung im Nahkampf gefallene Franz Weilharter, als eine der ersten, mit der Tapferkeitsmedaille in Gold ausgezeichnet.
Im Juni 1916 gelang den Italienern die Rückeroberung des Ostgipfels, wobei sie die österreichischen Stellungen auf der Cellonschulter bedrohten. Um diese halten zu können, mussten die österreichischen Stellungen und der Nachschubweg in den Fels hinein verlegt werden. Die Arbeiten gingen bis in den Spätherbst 1917, als die italienische Front aufgrund der Zwölften Isonzoschlacht zusammenbrach. Die österreichischen Verteidiger des Plöckenpasses konnten daher im Verlauf des 28. Oktobers 1917 alle italienischen Stellungen ohne großen Widerstand einnehmen, darunter auch den Frischenkofel.

## Anstiege
Vom Plöckenpass aus führt der unschwierige Normalweg auf italienischer Seite über die Collinetta-Alm und die Südhänge der Grünen Schneid (Cresta Verde) auf den Gipfelsattel. 
Auf österreichischer Seite der Grenze führen ein Normalweg und zwei Klettersteige vom Plöckenpass direkt auf die Cellonschulter, welche an den italienischen Normalweg angeschlossen ist. Dabei handelt es sich um den seit 1987 begehbaren Cellonstollen, welcher unterirdisch durch einen im Ersten Weltkrieg errichteten Nachschubweg verläuft und den Oberst-Gressel-Klettersteig, welcher seit 2009 eine sportlichere und aussichtsreichere Variante darstellt. 
Von der Cellonschulter aus kann in den Normalweg eingestiegen, oder der Aufstieg über zwei weitere Klettersteige gewählt werden. Zum einen führt der seit 1965 versicherte Steinbergerweg des ehemaligen Mauthner Postenkommandanten Simon Steinberger durch die Ostrinne, zum anderen führt der Weg ohne Grenzen über den Südostgrat zum Gipfelbereich.

## Bilder

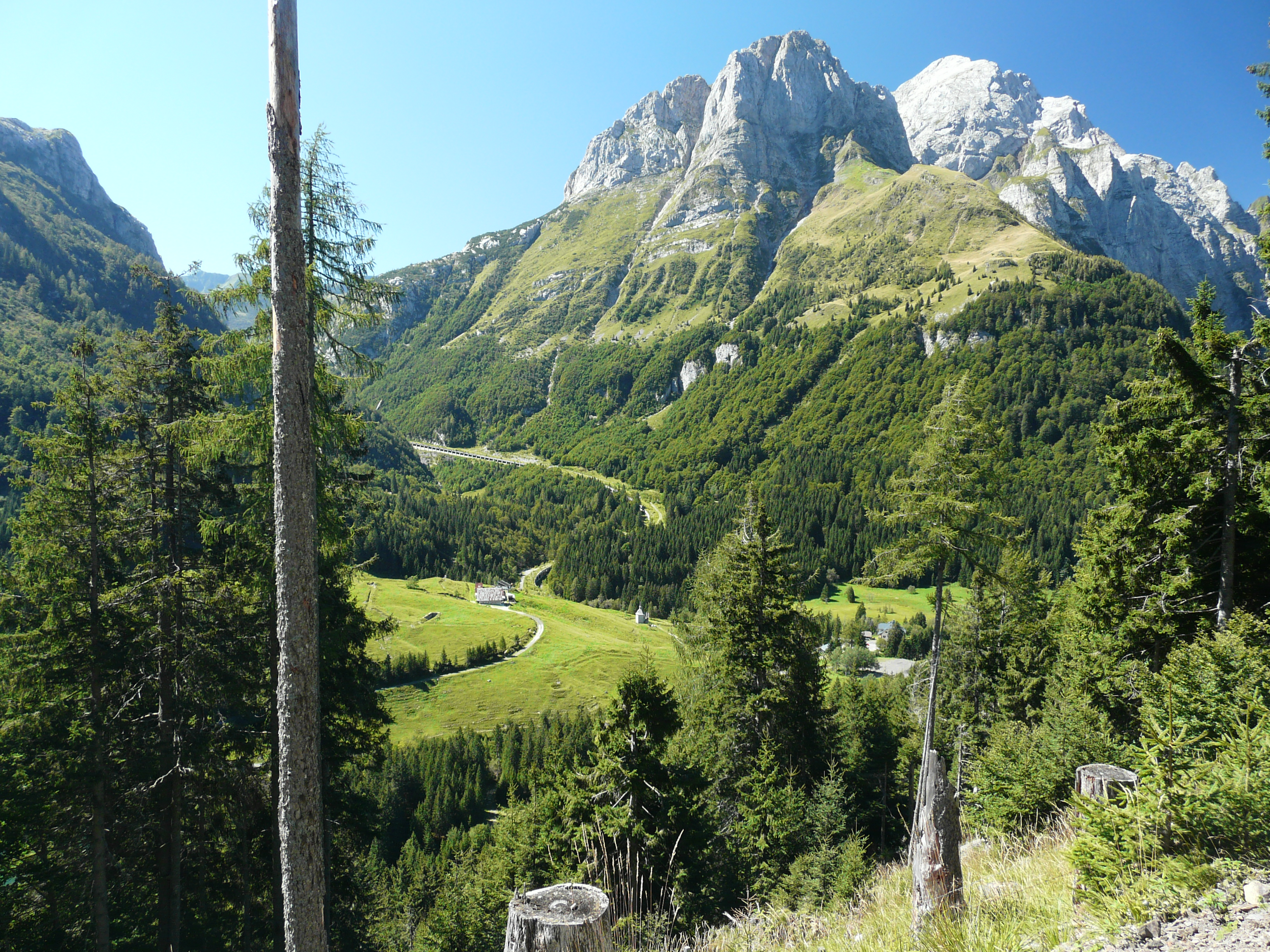
Der Frischenkofel, in der Bildmitte die am östlichen Bergfuß verlaufende Plöckenpass-Straße
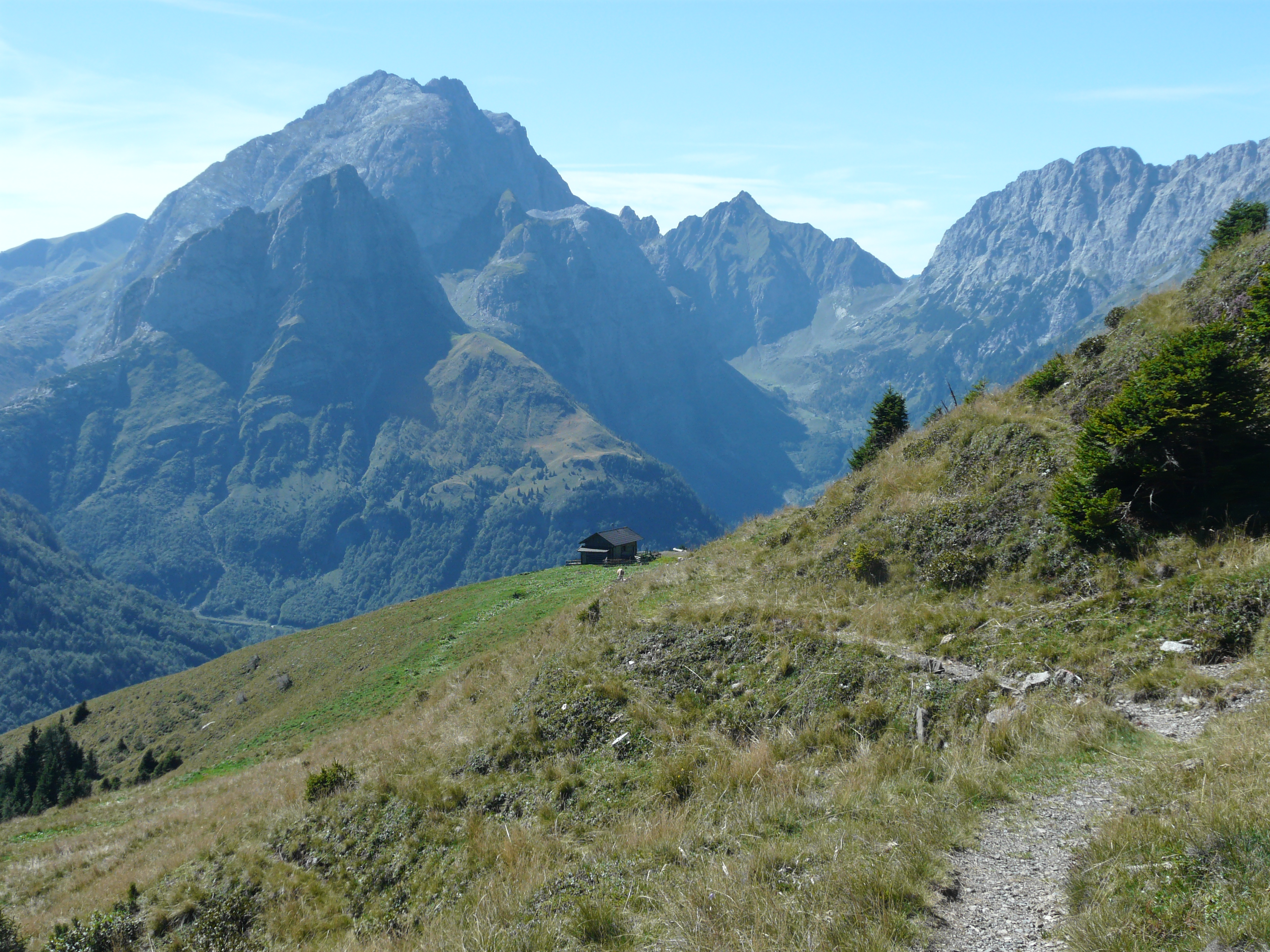
Der Frischenkofel, im Hintergrund die Berge des Karnischen Hauptkamms